# Apache (dans)

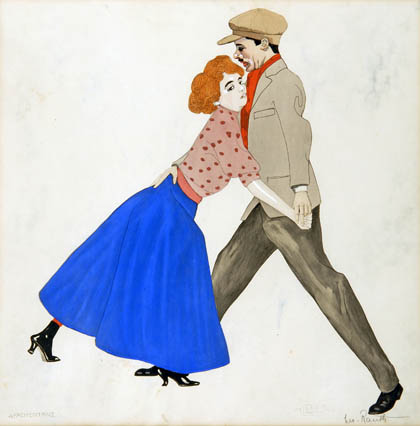
Apachentanz av tyska konstnären Leo Rauth, 1911.

Apache eller apachedans, ursprungligen La Danse Apache, är en mycket dramatisk pardans som inom populärkulturen förknippas med gatukulturen i Paris i början av 1900-talet. Namnet refererar till den våldsamma gängkriminella subkultur som kallades just Apache.
Dansen beskrivs ibland som en våldsam "diskussion" mellan en prostituerad och en hallick. I dansen ingår låtsasslag, att mannen kastar kvinnan till marken eller lyfter henne samtidigt som hon kämpar för att komma loss eller spelar avsvimmad. Ibland slår även kvinnan tillbaka. På flera sätt delar dansen många karaktärsdrag med teaterslagsmål.

## Ursprung
Under Fin de siècle kallades unga medlemmar i Paris kriminella gäng i fransk press för Apache, vilket refererade till den rasistiska uppfattningen att de nordamerikanska urinvånarna apacher skulle vara extra vilda och grymma. År 1908 sökte de båda dansarna Maurice Mouvet och Max Dearly efter inspiration på barer där dessa gängmedlemmar hängde. Utifrån rörelser som de sett på dessa dansställen skapade de dansen som de gav namnet Apache. Max Dearly framträdde med dansen första gången 1908 i Paris på restaurangen Les Ambassadeurs och Maurice i Oostende vid Kursaal. En kort tid senare, under sommaren 1908 framförde Maurice och hans partner Leona dansen vid Maxim’s och Max Dearly gjorde ett ännu större intryck när han tillsammans med sin partner Mistinguett framförde dansen på Moulin Rouge i föreställningen La Revue du Moulin.